# Kenny Mixtur
Kenny Meddy Mixtur (Sainte-Anne, 9 ottobre 2003) è un calciatore francese, attaccante del Villefranche e della nazionale guadalupense.

## Carriera

### Club
Cresciuto nel settore giovanile del Le Havre, nel 2023 si trasferisce al Progrès Niedercorn, con cui firma un biennale. Con il club giallonero vince subito la Coppa di Lussemburgo; il 31 gennaio 2025 fa ritorno in Francia, venendo tesserato dalla squadra del Villefranche, militante in Championnat National.

### Nazionale
Ha esordito con la nazionale guadalupense il 15 novembre 2024, nella partita di CONCACAF Nations League vinta per 0-6 contro le Isole Cayman, in cui ha segnato la quinta rete dell'incontro. Nel 2025 è stato convocato per la Gold Cup.

## Statistiche

### Presenze e reti nei club
Statistiche aggiornate al 15 giugno 2025.
| Stagione                  | Squadra                   | Campionato                | Campionato | Campionato | Coppe nazionali | Coppe nazionali | Coppe nazionali | Coppe continentali | Coppe continentali | Coppe continentali | Altre coppe | Altre coppe | Altre coppe | Totale | Totale |
| Stagione                  | Squadra                   | Comp                      | Pres       | Reti       | Comp            | Pres            | Reti            | Comp               | Pres               | Reti               | Comp        | Pres        | Reti        | Pres   | Reti   |
| ------------------------- | ------------------------- | ------------------------- | ---------- | ---------- | --------------- | --------------- | --------------- | ------------------ | ------------------ | ------------------ | ----------- | ----------- | ----------- | ------ | ------ |
| 2022-2023                 | Le Havre 2                | CN3                       | 22         | 10         | -               | -               | -               | -                  | -                  | -                  | -           | -           | -           | 22     | 10     |
| 2023-2024                 | Progrès Niedercorn        | DN                        | 29         | 9          | CL              | 5               | 1               | UECL               | 4                  | 0                  | -           | -           | -           | 38     | 10     |
| 2024-gen. 2025            | Progrès Niedercorn        | DN                        | 15         | 4          | CL              | 2               | 2               | UCoL               | 2                  | 0                  | -           | -           | -           | 19     | 6      |
| Totale Progrès Niedercorn | Totale Progrès Niedercorn | Totale Progrès Niedercorn | 44         | 13         |                 | 7               | 3               |                    | 6                  | 0                  |             | -           | -           | 57     | 16     |
| gen.-giu. 2025            | Villefranche              | CN                        | 5          | 0          | CF              | -               | -               | -                  | -                  | -                  | -           | -           | -           | 5      | 0      |
| Totale carriera           | Totale carriera           | Totale carriera           | 71         | 23         |                 | 7               | 3               |                    | 6                  | 0                  |             | -           | -           | 84     | 26     |

### Cronologia presenze e reti in nazionale
| Cronologia completa delle presenze e delle reti in nazionale ― Guadalupa | Cronologia completa delle presenze e delle reti in nazionale ― Guadalupa | Cronologia completa delle presenze e delle reti in nazionale ― Guadalupa | Cronologia completa delle presenze e delle reti in nazionale ― Guadalupa | Cronologia completa delle presenze e delle reti in nazionale ― Guadalupa | Cronologia completa delle presenze e delle reti in nazionale ― Guadalupa | Cronologia completa delle presenze e delle reti in nazionale ― Guadalupa | Cronologia completa delle presenze e delle reti in nazionale ― Guadalupa |
| Data                                                                     | Città                                                                    | In casa                                                                  | Risultato                                                                | Ospiti                                                                   | Competizione                                                             | Reti                                                                     | Note                                                                     |
| ------------------------------------------------------------------------ | ------------------------------------------------------------------------ | ------------------------------------------------------------------------ | ------------------------------------------------------------------------ | ------------------------------------------------------------------------ | ------------------------------------------------------------------------ | ------------------------------------------------------------------------ | ------------------------------------------------------------------------ |
| 15-11-2024                                                               | George Town                                                              | Isole Cayman                                                             | 0 – 6                                                                    | Guadalupa                                                                | CONCACAF Nations League 2023-2024                                        | 1                                                                        | 58’                                                                      |
| 19-11-2024                                                               | Le Gosier                                                                | Guadalupa                                                                | 1 – 0                                                                    | Isole Cayman                                                             | CONCACAF Nations League 2023-2024                                        | -                                                                        | 67’                                                                      |
| 21-3-2025                                                                | Le Gosier                                                                | Guadalupa                                                                | 1 – 0                                                                    | Nicaragua                                                                | Qual. Gold Cup 2025                                                      | -                                                                        | 76’                                                                      |
| 25-3-2025                                                                | Managua                                                                  | Nicaragua                                                                | 0 – 1                                                                    | Guadalupa                                                                | Qual. Gold Cup 2025                                                      | -                                                                        | 75’                                                                      |
| 24-6-2025                                                                | Houston                                                                  | Guadalupa                                                                | 2 – 3                                                                    | Guatemala                                                                | Gold Cup 2025 - 1° turno                                                 | -                                                                        | 58’                                                                      |
| Totale                                                                   |                                                                          | Presenze                                                                 | 5                                                                        |                                                                          | Reti                                                                     | 1                                                                        |                                                                          |

## Palmarès

### Club

#### Competizioni nazionali
- Coppa del Lussemburgo: 1

Progrès Niedercorn: 2023-2024